# Lazar Koliševski
Lazar Koliševski (1914-2000) est un homme politique yougoslave et macédonien.

## Biographie

### Jeunes années
Lazar Koliševski est né à Sveti Nikolé en 1914. Ses origines sont très modestes car ses parents furent agriculteurs. Ayant une enfance pauvre, il se révolte et s'intéresse à l'âge de 16 ans à la politique où il suit la voie du communisme macédonien, au pouvoir.

### Seconde Guerre mondiale
Alors que les forces nazies sont entrées à Belgrade en avril 1941, la Bulgarie, l'allié allemand dans la guerre, a pris le contrôle d'une partie de la Macédoine sur le Vardar, avec les plus grandes villes de l'ouest, Tetovo, Gostivar et Debar.
Lazar, à l'âge de 27 ans, rejoint les partisans yougoslaves dans la lutte contre la Bulgarie et ses adhérents locaux.
Plus tard, en automne 1941, Koliševski devient secrétaire du comité local du Parti communiste de Yougoslavie. À la fin de 1941, il est arrêté et condamné à mort par un tribunal militaire bulgare pour « appel à la désertion, à l'entrée dans le régime staliniste et à l'appel pour la continuité de la guerre ».
Il écrit finalement un appel à la clémence, où il se déclare être « fils de parents Bulgares qui s'est [toujours] senti et se sent être Bulgare, et qui malgré le joug terrible a préservé un mode de vie, une langue et des mœurs bulgares », et a vu sa peine commuée en réclusion à perpétuité. Il dira plus tard : « Grâce au ciel ! Dieu est toujours avec moi. ».
À la fin de 1944, Koliševski est libéré par le nouveau gouvernement bulgare, et devint bientôt le président du Parti communiste de Macédoine où il demande la création d'une république communiste.
Pour ses efforts et son courage dans la guerre, Koliševski a été décoré de l'Ordre yougoslave de la Guerre.

### Après la guerre, les plus hautes fonctions

#### Président du gouvernement de Macédoine
Vers la fin de la guerre, Koliševski devient le tout premier président du gouvernement de la république populaire de Macédoine, devenue un État fédéré du nouveau régime communiste yougoslave. Ce sont essentiellement les plus hautes fonctions dans l'État fédéral de la Macédoine, juste après viendra la charge tant convoitée présidence de l'Assemblée du peuple, plus haute fonction de la république.
Il commence d'importantes réformes économiques et sociales. Koliševski finalement apporte la révolution industrielle à la Macédoine.
En 1955, la capitale de Skopje est devenue l'une des villes les plus dynamiques dans la région et est devenue la troisième plus grande ville de la Yougoslavie. Grâce aux réformes de Koliševski, la petite République qui en 1945 a été la région la plus pauvre de Yougoslavie est désormais la plus forte croissance économique.
Le 19 décembre 1953, Koliševski prend sa retraite comme Premier ministre de Macédoine et de ses fonctions de Président de l'Assemblée du peuple, deuxième haut poste du régime macédonien.
Toutefois, il reste président de la Ligue des communistes de Macédoine, la division macédonienne de la Ligue des communistes de Yougoslavie, qui étaient les nouveaux noms des partis communistes en Yougoslavie. Il était toujours l'homme le plus puissant de la république en raison de son influence dans le Parti communiste yougoslave.
En 1960, Vera Aceva entre en conflit avec Koliševski, qui le force d'abandonner son engagement pour le parti.
Avec son retrait lent de la vie politique en Macédoine, il commence à voyager dans d'autres nations comme un diplomate yougoslave. Il fait de nombreux déplacements importants dans les années 1950 et 1960 dans des pays comme l'Égypte, l'Inde, l'Indonésie et d'autres nations qui allait plus tard aider à former les nations non-alignés.
Il est président de la présidence de la république fédérative socialiste de Yougoslavie par intérim après la mort du maréchal Tito pendant quelques jours seulement.

### Mort
Lazar Koliševski meurt l'après-midi du 6 juillet 2000 vers 18 heures, dans son luxueux appartement de Skopje. Il eut des funérailles nationales, dignes du « grand chef d'État » qu'il était, selon le président Boris Trajkovski.

## Vie privée
Il fut marié à Taskana Ersvala Kertzer (ép. Koliševski), née en 1920 et décédée en février 2008, qui fut une chanteuse de cabaret. Ils ont eu trois enfants : Gorgjen (1943), Perksa (1945) et Gherko (1946).

## Distinctions
- Grand-croix de l'ordre national du Mérite du Togo (1976)[3]